# Psammopolycystis falcata
Psammopolycystis falcata är en plattmaskart som beskrevs av Tor Karling 1956. Psammopolycystis falcata ingår i släktet Psammopolycystis och familjen Polycystididae. Arten är reproducerande i Sverige. Inga underarter finns listade i Catalogue of Life.